# محاسبة إبداعية
يقصد بالمحاسبة الإبداعية أو إدارة الأرباح أسلوب من أساليب التلاعب في الحسابات الممارسة لإخفاء الأداء الفعلي للشركات بغرض تحقيق نتائج نافعة للشركة أو بعض العاملين فيها. وتوصف مثل هذه الأساليب بأنها "محاسبة إبداعية" إذا تمت ممارستها دون تجاوز المعايير والمبادئ المحاسبية المتعارف عليها وإنما باستغلال عنصري المرونة والاختيار في تلك المعايير والمبادئ. لممارسة هذه الأساليب أثر بالغ الأهمية في زعزعة ثقة السوق في المعلومات الواردة في القوائم المالية التي تنشرها الشركات، ويعتقد بعض الباحثين أن للمحاسبة الإبداعية دورًا في الانهيارات المفاجئة لبعض الشركات في العقد الماضي، والتي ترتب عليها إخفاق مهنة المحاسبة في الوصول إلى المستوى المتوقع لهذه المهنة.

## مصطلحات مشابهة
- Creative Accounting محاسبة إبداعية
- Cosmetic Accounting محاسبة تجميلية
- Earnings Management إدارة الأرباح
- Income Smoothing تمهيد الدخل

Disclosure Management إدارة الإفصاح
Cooking the Books
- Window dressing

## المفهوم
اصطلح على تعبير Creative Accounting إشارة إلى لجوء الشركات إلى استغلال الثغرات الموجودة في الأساليب والبدائل المحاسبية المتوفرة لتحسين صورة الشركة في أعين المستفيدين حتى وإن كان على حساب الحقيقة. وهو اصطلاح عام أطلقه نقاد ومحللوا الأسواق المالية في وصف ممارسات ووسائل تضليل المستفيدين من القوائم المالية، ومن أشهرهم (Griffiths 1986,1995) و (Jameson, 1988) و (Smith, 1992) وأخيرا (Pijper, 1994). ويعرف كل من (Mulford & Comiskety,2002) المحاسبة الإبداعية بأنها: «بعض أو كل الخطوات المستخدمة لممارسة لعبة الأرقام المالية متضمنة الاختيار التعسفي لتطبيقات المبادئ المحاسبية، والاحتيال في التقرير المالي وأي خطوات أخرى متخذة في سبيل إدارة الأرباح أو تمهيد الدخل» ولعبة الأرقام أوNumbers Game هو المصطلح الذي استخدمه (Levitt, 1998) الرئيس السابق لهيئة بورصة الأوراق المالية في نيويورك (SEC) في كلمة له حول التلاعب الممارس في مهنة المحاسبة، والتي حدد من خلالها بعض الأساليب المحاسبية واسعة الانتشار مثلBig Bath وCookie Jar Reserves.
ويعرف (Naser, 1993) المحاسبة الإبداعية بأنها: «تحويل الأرقام المالية المحاسبية من وضعها الحقيقي إلى الوضع الذي يفضله معدو تلك الأرقام من خلال الاستفادة من القوانين المتاحة أو التغافل عن بعضها أو الاثنين معا». ويرى (Amat et al., 1998) أن المحاسبة الإبداعية هي: «عملية يستخدم فيها المحاسبون معرفتهم بالقواعد المحاسبية في التلاعب في الأرقام الواردة في حسابات الشركات».
مفهوم وطبيعة المحاسبة الإبداعية:
تعد المحاسبة الإبداعية حدثا من مواليد الثمانينات، ومن المحتمل أن تكون قد بدأت عندما واجهت الشركات صعوبات في فترة الركود التي حدثت في بداية الثمانينات، وكان هناك ضغط لإنتاج أرباح أفضل بينما كان من الصعب إيجاد أرباح ومن أي نوع. وعندما اكتشفت الشركات بأن القوانين تخبرك فقط بما لا تستطيع فعـله وليس ما تستطيع فعله! فإذا كنت لا تستطيع أن تكسب الأرباح فإنك تستطيع على الأقل أن تبتدعها! (McKenzie، 1998، 134) وفي ذلك الوقت كسبت المحاسبة الإبداعية الوقت للشركات، ولقد استمر الركود الأخير فترة طويلة وقد أجبرت الكثير من الشركات التي أبلغت عن أرباح”مبتدعة”على التصفية وفي الحقيقة قد يكون هو الركود الوحيد الذي أفلست فيه الكثير من الشركات الكبيرة والمربحة ظاهريا.
يمكن إعطاء مفهوم للمحاسبة الإبداعية في ضوء ما ترد من تعاريف عن الكتاب والباحثين في هذا المجال على وفق منظوره في ضوء دراسـته للمحاسـبة الإبداعية إذ كتب (Griffiths، 1986: 1) من وجهة نظر الصحفي في مجال الأعمال وأشار”إن كل شركة في البلد تتعامل مع أرباحها بطريقتها الخاصة، وإن كل مجموعة من الحسابات المنشورة تستند إلى أساس الدفاتر التي طبخت بصورة دقيقة أو شويت بصورة كاملة، وأن الأرقام التي يحصل عليها الجمهور المستثمر مرتين في السنة يتم تغييرها كليا من أجل حماية وإخفاء الجريمة، وتعد هذه أكبر حيلة منذ حصان طروادة. ويضيف … في الحقيقة فإن هذا الخداع يكون معدا بمذاق شهي جدا، وهو شرعي بصورة كلية … إنها المحاسبة الإبداعية”. بينما يناقشها (Jameson,1988: 7-8) من وجهة نظر المحاسب إذ يقول”تشتمل العملية المحاسبية على معالجة العديد من قضايا الحكم وحسم الصراعات ما بين المناهج أو المداخل المتنافسة من أجل عرض نتائج الأحداث المالية والعمليات التجارية. وهذه المرونة توفر الفرص للتلاعب والغش أو الخداع والتحريف أو سوء العرض. وأصبحت هذه الأنشطة التي ثمارها عناصر مهنة المحاسبة تعرف بالمحاسبة الإبداعية”. أما (Smith ,1992: 9) فيقول على وفق خبرته كمحلل استثماري”لقد شعرنا بأن الكثير من النمو الظاهري في الأرباح التي حدثت في الثمانينات كانت نتيجة لخفة يد البراعة المحاسبية وليس نتيجة للنمو الاقتصادي الحقيقي. ويضيف، لقد بدأنا في كشف الأساليب الرئيسة الداخلة في ذلك وتقديم أمثلة حية عن الشركات التي تستخدم تلك الأساليب”. غير أن (Naser، 1993: 2) يقدم مفهومه عن المحاسبة الإبداعية من وجهة نظر أكاديمية فقد عرض التعريف الآتي”إن المحاسبة الإبداعية هي تحويل أرقام المحاسبة المالية عما هي عليه فعلا إلى ما يرغب فيه المعدون من خلال استغلال أو الاستفادة من القوانين الموجودة و/ أو تجاهل بعضها أو / وجميعها”. ويضيف (Amat et al, 1999: 4) إلى أن (Naser) يدرك النظام المحاسبي في البلدان ألإنكلوسكسونية على أنه عرضه بشكل خاص لمثل هذا التلاعب وذلك بسبب حرية الاختيار التي يسمح بها. ويعرف (Amat، 1999، 3) المحاسبة الإبداعية بأنها”العملية التي يستخدم من خلالها المحاسبون معرفتهم بالقواعد المحاسبية لمعالجة الأرقام المسجلة في حسابات منشآت الأعمال”. ويقدم (Phillips,2002: 7) مفهومه عن المحاسبة الإبداعية بكونها عبارة عن وصف شامل وعام لعملية التلاعب بالإبلاغ أو العرض المالي لدوافع خطية إذ يعرفها على أنها”العملية التي يستخدم بها المحاسبون معرفتهم بالقواعد المحاسبية للتلاعب بالأرقام المعروضة في حسابات منشآت الأعمال”، ويعطي (Mulford et al، 2002: 13) تعريفه عن المحاسبة الإبداعية: (إجراءات أو الخطوات التي تستخدم للتلاعب بالأرقام المالية، تتضمن خيارات وممارسات المباديء المحاسبية، خداع التقرير المالي، وأي إجراء أو خطوة باتجاه إدارة الأرباح أو تمهيد الدخل). ويستعرض (العاني، 2004: 140-141) اصطلاح المحاسـبة المبدعة بدلا من اصطلاح المحاسبة الإبداعية إذ يصفها نقلا عن (Amat et al، 2001، 3) هي”عملية تلاعب بالأرقام المحاسبية من خلال انتهاز الفرصة للتخلص من الالتزام بالقواعد المحاسبية وبدائل القياس وتطبيقات الإفصاح لنقل الكشوفات المالية مما يجب أن تكون عليه إلى ما يفضل معد هذه الكشوفات أن يبلغ عنه. وهي أيضا عملية تم من خلالها هيكلة المعاملات لكي تنتج نتائج محاسبية مطلوبة بدلا من الإبلاغ عن هذه المعاملات بطريقة منسقة وحيادية.
ويصف (Bambooweb Dictionary) المحاسبة الإبداعية بأنها تشير إلى استخدام أو استعمال الممارسات المنحرفة عن الممارسات المحاسبية القياسية أو المعيارية أو المألوفة، وتتميز باستعمال الأساليب والممارسات الحديثة والمعقدة والمبتكرة للحصول على امتياز للدخل، الممتلكات والموجودات، الخصوم. نتائج تلك الممارسات تكون معقدة ومتعبة ومثيرة في التقارير المالية. وجراء ذلك سميت بالإبداع (Creative) وبعض الأحيان تطلق مصطلحات: ابتداع، ابتكار (Innovative) أو مغامر (Aggressive)، ويضيف أن هذه المحاسبة الإبداعية استخدمت بجدية أكبر بقصد تحريف الدخل الحقيقي وممتلكات شركات الأعمال. ويشير أيضا أن افتراض فشل سوق الأوراق المالية لعام 2002 بسبب التقارير المحاسبية المنحرفة لكل من Enron وWorldCom وكيانات أو شركات أعمال أخرى. في الولايات المتحدة ألأمريكية. أما (Accounting Dictionary) فيستعرض مفهوم المحاسبة الإبداعية بأنه مفهوم عام عن تنظيم الحسابات إذ تعطي فوائد غير قانونية أو مشكوك فيها للحفاظ على كيان الحسابات.
في ضوء قراءة ما جاء آنفا من قبل الباحثين والكتاب وآخرين يتضح للباحث أن المحاسبة الإبداعية تتمثل بعملية أو ممارسة يستطيع المحاسبون استخدام معرفتهم بالقواعد والقوانين المحاسبية لمعالجة الأرقام المسجلة في حسابات الشركات أو التلاعب بها بقصد تحقيق أهداف محددة.

## أسباب ظهورها
يعتبر تضارب المصالح بين الأطراف المختلفة ذات العلاقة بالشركة المصدر الرئيس لظهور المحاسبة الإبداعية. فمصلحة المديرين في تقليل الضرائب والأرباح الموزعة، ومصلحة حملة الأسهم في تعظيم العائد على استثماراتهم، ومصلحة الموظفين في زيادة تعويضاتهم الإدارية المختلفة، والمسؤولين في تحصيل ضرائب أكثر. وتعدد المصالح – رغم تعارضها - هو ماتسبب في انتشار المحاسبة الإبداعية، وقد ذكر Revsine هذا الأمر في بداية التسعينات الميلادية، أي قبل انهيار Enron، حيث قال:
"It is sometimes in the best interests of one or more of the various financial reporting parties to engage deliberately in what I termed selective financial misrepresentation. For example, these misrepresentations allow managers to achieve bonus goals, shareholders to benefit from higher share prices, auditors to placate clients, standard-setters, regulators and law makers to satisfy political goals, and academics to curry favor from university department contributions and consulting clients."
كما أن الاختيارية في المحاسبة المتمثلة في بدائل القياس المحاسبي والتقدير والإفصاح التي تتيحها المعايير المحاسبية، والتي تؤثر على مخرجات نظام المحاسبة سواء بالشكل أو المضمون، إضافة إلى الثغرات الموجودة في أساليب التدقيق الخارجي، كلها ساهمت في انتشار ظاهرة المحاسبة الإبداعية.إضافة إلى أن الحاجة إلى التوقعات المستقبلية، والحاجة إلى التقدير والحكم الشخصي، واختلافات توقيت بعض التعاملات المالية، واختلافات تصنيف القوائم المالية، كلها عوامل منحت المديرين الفرص لابتداع الأساليب المحاسبية القادرة على تعظيم المنافع المؤسسية أو الشخصية أو كليهما معا.
أسباب المحـاسبة الإبداعيـة:
من الأسباب التي جعلت مدراء الشركات والمحاسبين أن يسعوا إلى التلاعب بالحسابات هي: (Amat et al، 1999:7)
- تمهيد الدخل: (Income Smoothing): تفضل الشركات بشكل عام التسجيل في تقاريرها تيارا ثابتا للنمو في الأرباح بدلا من إظهار أرباح متقلبة من سلسلة الارتفاعات والانخفاضات الكبيرة في هذا المجال. ويرى (Belkaoui ,2000:48) إن تمهيد الدخـل “هو تسوية مقصودة للدخل المعلن بهدف الوصول إلى المستوى أو الاتجاه المرغوب ويعبر عن رغبة الإدارة في تقليل الانحرافات غير الطبيعية في الدخل إلى الحد الممكن أو المسموح به في ظل مبادئ المحاسبة والإدارة المقبولة”ويلاحظ إن هذا التعريف يحدد أبعاد أنشطة التمهيد بالأنشطة أو القرارات المحاسبية التي تتخذ للمناورة بالدخل في حدود المرونة المتاحة في ظل المبادئ المحاسبية المقبولة عموما، وكذلك الأنشطة والقرارات التشغيلية المتاحة للإدارة في ظل مبادئ الإدارة والتي من شأنها التأثير في الدخل المعلن للشركة. ويميز عدد من الباحثين أمثال (Van praay، Dahran، Trueman) بين مفهوم تمهيد الدخل ومفهوم إدارة الأرباح (حبيب، 2003: 20) فالأول يعبر عن رغبة الإدارة في تقليل الانحرافات غير المتوقعة في الدخل إلى أدنى حد ممكن، في حين يعبر الثاني عن رغبة الإدارة في الوصول إلى أهداف معينة منها زيادة الحوافز الإدارية أو تقليل المدفوعات الضريبية أو تقليل تكاليف الاقتراض … الخ.وتعرف إدارة الأرباح من قبل (Sthipper, 1989: 92) بأنها”تدخل مقصود من قبل الإدارة في عملية القياس والإبلاغ المالي الخارجي بقصد الحصول على مكاسب خاصة للشركة أو لإدارتها”. ويعرج (الشيرازي، 1990: 110) على تمهيد الدخل إذ يقول”يقصد بذلك تقليل حدة التفاوت والتقلبات في أرقام الدخل الخاصة بالفترات المحاسبية المختلفة. والممارسات المحاسـبية التي عن طريقها يمكن تحقيق هذا الأثر كثيرة مثل: أسس تحـقق (توقيت الاعتراف) الإيرادات، أسس تحقق (توقيت الاعتراف) المصروفات، طرق تبويب العناصر العادية وغير العادية في قائمة الدخل … الخ. وتلجأ إدارة المنشآت إلى وسائل تمهيد الدخل وذلك لتحقيق أهداف كثيرة مثل: التأثير في الضرائب المستحقة، اكتساب ثقة المساهمين وحملة السندات، تجنب التدخل الحكومي …الخ. إلا إنه من أهم دوافع الإدارة لتمهيد الدخل الدوري هو رغبتها في تجنب إظهار التباين في نتائج أعمال المنشأة من فترة إلى أخرى. ومن ناحية أخرى نجد أن تمهيد الدخل هو نوع من طمس الحقائق أو إخفائها مؤقتا عن أصحاب الشأن الأمر الذي يؤدي إلى سوء توجيه الموارد فيما بين مجالات الاستثمارات البديلة.
- إن مدراء الشركات يمكن أن يضعوا في بالهم التغيير في سياسة تضخيم الدخل من أجل عدم التأثر بالأخبار غير المرغوبة أو المحببة.
- يمكن للمحاسبة الإبداعية أن تساعد في المحافظة على سعر السهم أو تضخيمه من خلال كل من تقليل مستويات الاقتراض الظاهرية، الأمر الذي يجعل من الشركة تبدو أقل عرضة للمخاطرة، وكذلك من خلال خلق مظهر اتجاه الربح الجيد. وهذا يساعد في زيادة رأس المال ضمن خلال إصدارات الأسهم الجديدة.
- إذا انخرط المدراء في تعاملات داخلية بأسهم شركتهم، فإنهم يمكن أن يستخدموا المحاسبة الإبداعية لتأخير خروج المعلومات إلى السوق، الأمر الذي يقوي من فرصتهم في الاستفادة من المعرفة الداخلية.
- يستخدم المدراء الديون المنحرفة بالميزانية العامة (off Balance Sheet Debt) فإذا ما حذفت الديون من حسابات الشركة تنعكس على تقييم أداء الشركة (Phillips,2002:1).
- التهرب الضريبي عن طريق تقليل رقم صافي الدخل الخاضع للضريبة (حبيب، 2003: 20).[3]

## إدارة الأرباح
لما كان ارتفاع صافي الربح مؤشرا هاما للمستثمر يعطي الانطباع عن حسن أداء الشركة وسلامة مركزها المالي، ويقلل من تخوفه من مستوى المخاطرة المتعلق بها ()، اهتمت الإدارة بتجميل هذا العنصر المحاسبي تحديدا – صافي الربح – واتخذت الأساليب المحاسبية للتحكم في هذه الأرباح، وتوزيعها كما تراه مناسبا في ظل الإمكانات والاختيارات المحاسبية المتاحة، وهو ما يدعى بإدارة الأرباح أوEarnings Management
تعرف إدارة الأرباح بأنها: «ابتكار مقترح في إعداد التقرير المالي بنية الحصول على منافع خاصة»(). كما ورد تعريفها أيضا على أنها: «تغيير الأداء الاقتصادي المعلن للشركة بواسطة الإدارة إما لتضليل المساهمين أو للتأثير في نتائج تعاقدية».
وتعد إدارة الأرباح من أهم صور المحاسبة الإبداعية التي تمت مناقشتها في أدبيات المحاسبة. وتأتي على نوعين: الإدارة الحقيقية للأرباح Real Management، والتي تؤثر على التدفقات النقدية، وإدارة الأرباح من خلال إدارة الاستحقاقات المحاسبية Accrual Management، ومن خلال التغيير في التقديرات والسياسات المحاسبية.
والنوع الثاني هو الأكثر انتشارا، وهو الذي يندرج تحت مفهوم المحاسبة الإبداعية. إذ أن النوع الأول – الإدارة الحقيقية – ربما تضمن الاحتيال ومخالفة المبادئ. وقد اعتمدت أدبيات المحاسبة بصورة أساسية على دراسة عنصر الاستحقاقات الاختيارية Discretionary Accruals للكشف عن إدارة الأرباح في الشركات، وذلك لأن الاستحقاقات الاختيارية تشكل الفرق بين الأرباح والتدفقات النقدية ().
ويرى عدد من الباحثين (Stolowy & Berton, 2000) (Dechow & Skinner, 2000) أن إدارة الأرباح من هذا النوع –إدارة الاستحقاقات المحاسبية - لا تتضمن تزييفا للحقائق، بل هي طريقة أخرى للتعامل مع الاختلافات الظاهرة في الأرباح على المدى القصير، وذلك بجلب الأرباح إلى السنة ذات الحاجة ودفع المصروفات عنها.
كما يندرج ضمن إدارة الأرباح أسلوب محاسبي شائع للتعامل مع الخسائر يسمى Big Bath Accounting. حيث تنص فرضية Big Bath على تقليل تقديرات المكاسب والأرباح للشركة في فترة معينة مقابل المبالغة في تقدير الخسائر. ويهدف هذا الأسلوب إلى التخلص من الخسائر المتراكمة في سنة من السنوات التي يتم فيها تحقيق الخسائر، وذلك من خلال مضاعفة الخسائر (المبالغة في تقديرها)، لضمان تحسين الأرباح في السنة أو السنوات المقبلة.
كما يرى عدد من الباحثين (Jiang, 2006) (Shuto, 2007) (Stolowy & Berton, 2000) أن لخطط التعويضات الإدارية أكبر الأثر في تبني هذا الأسلوب، حيث يتمكن المدير التنفيذي الجديد من وضع اللوم المتعلق بخسارة الشركة على المدير السابق، ويضمن في نفس الوقت زيادة حصته من التعويض الإداري اللاحق، نظرا لارتباطه بنسبة الأرباح، والتي ستكون - بلا شك - أفضل في السنوات القادمة.

## تمهيد الدخل
يعتبر تقليل تقلبات الدخل واستقرار نموه أحد أهم أهداف المدير التنفيذي وبالاخص القائمين علي المحاسبة الادارية بالمشروع، وذلك استنادا على الاعتقاد السائد بأن تذبذب معدل نمو الدخل يزيد من حجم المخاطرة، وأن الشركات ذات معدل النمو الثابت أو المتقارب على المدى الطويل هي الأقل خطرا. لذلك تحاول بعض الشركات قدر المستطاع أن تخفض من هذه المخاطرة بأساليب محاسبية مقبولة تسمى تمهيد الدخل أو Income Smoothing. يعرف تمهيد الدخل على أنه: «أحد أشكال إدارة الأرباح، مصمم لإزالة انحرافات سلسلة الأرباح الطبيعية بما في ذلك خطوات تقليل / حفظ المكاسب خلال السنوات الجيدة لاستخدامها في غيرها من السنوات». ويحصل الدخل الممهد إما بطريقة طبيعية ناتجة عن الأعمال التشغيلية للشركة، أو بطريقة مفتعلة ناتجة عن تدخل الإدارة تهدف إلى تحقيق الاستقرار في نمو الدخل. وتشير غالبية الدراسات إلى أنه يمكن للإدارة التدخل في تمهيد الدخل بأسلوبين: التمهيد الحقيقي Real Smoothing والتمهيد غير الحقيقي، وهو ما يسمى بالتمهيد المحاسبي أو التمهيد الاصطناعي Artificial Smoothing
أما التمهيد الحقيقي، فينتج عن تبادلات تجارية حقيقية وقرارات تشغيلية تستلزم مصاريف معينة أو تنتج أرباح معينة، وتنفذها الإدارة بهدف تقليل تقلبات التدفقات النقدية. بينما يكون التمهيد الاصطناعي بواسطة التلاعب في التقرير عن الأرباح أو المصروفات، وتأجيل أو تعجيل الاعتراف بها بين الفترات المحاسبية، وجميع المتغيرات المحاسبية التي ينتج عن التحكم بها دخلا مستقرا دون التأثير المباشر على التدفقات النقدية، ولذلك يطلق عليه البعض التمهيد المحاسبي.وتتم إدارة الأرباح وتمهيد الدخل في الغالب باستخدام أدوات عدة منها: الضرائب على الاستثمارات، تصنيف العناصر غير العادية في قائمة الدخل، توزيعات الأرباح، مكاسب وخسائر الأوراق المالية، صناديق معاشات التقاعد، مصروفات البحث والتطوير، مصروفات الدعاية والإعلان، المخزون، الإهلاك، وتحويل العملات.